# Laisser courir
Laisser courir (titre original : Letting Go) est un roman de l'écrivain américain Philip Roth paru en 1962 et traduit en français par Jean Rosenthal en 1966 aux éditions Gallimard. 